# Aeroportul Alor Island
Aeroportul Alor Island (IATA: ARD, ICAO: WATM) este un aeroport din Alor Island⁠(d), Alor⁠(d), East Nusa Tenggara⁠(d), Indonezia.
Situat la o altitudine de 12 m, aeroportul dispune de o singură pistă.